# ترانه‌شناسی رزی
خواننده نیوزیلندی و کره‌ای رزی تاکنون یک آلبوم استودیویی، یک آلبوم تک‌آهنگ و پنج تک‌آهنگ منتشر کرده است.
رزی در اوت ۲۰۱۶ به عنوان عضوی از گروه دخترانه کره‌ای بلک‌پینک وارد دنیای موسیقی شد. تا فوریه ۲۰۲۵، این گروه دو آلبوم استودیویی، دو آلبوم چندآهنگه و دوازده تک‌آهنگ منتشر کرده است. رزی در مارس ۲۰۲۱ اولین آلبوم تک‌آهنگ انفرادی خود را به نام آر از طریق وای‌جی انترتینمنت و اینترسکوپ رکوردز منتشر کرد. این آلبوم در جدول آلبوم‌های سرکل کره جنوبی در جایگاه دوم قرار گرفت و به خاطر فروش بیش از ۷۵۰٬۰۰۰ نسخه، سه بار گواهی پلاتین دریافت کرد. تک‌آهنگ آغازین این آلبوم، «روی زمین»، اولین ترانهٔ یک هنرمند انفرادی کی پاپ بود که به جایگاه شماره یک در جدول‌های ۲۰۰ آهنگ جهانی بیلبورد و ۲۰۰ آهنگ جهانی بیلبورد به جز ایالات متحده رسید. این ترانه در جدول دیجیتال سرکل کره جنوبی به جایگاه چهارم رسید، در مالزی و سنگاپور جایگاه اول را به دست آورد و به پرفروش‌ترین ترانهٔ یک خواننده انفرادی زن کی پاپ در جدول‌های بیلبورد هات ۱۰۰ ایالات متحده، ۱۰۰ تک‌آهنگ داغ کانادا و جدول تک‌آهنگ‌های بریتانیا تبدیل شد. تک‌آهنگ دوم آلبوم آر به نام «رفته»، در جدول دیجیتال سرکل کره جنوبی به جایگاه ششم و در مالزی به جایگاه اول رسید.
در سال ۲۰۲۴، رزی با بلک لیبل و آتلانتیک رکوردز قرارداد بست و تک‌آهنگ «ای‌پی‌تی.» را منتشر کرد که همکاری او با خواننده برونو مارس و تک‌آهنگ آغازین از نخستین آلبوم استودیویی او به نام رزی (۲۰۲۴) بود. این ترانه دومین تک‌آهنگ شماره یک رزی در جدول‌های ۲۰۰ آهنگ جهانی بیلبورد و ۲۰۰ آهنگ جهانی بیلبورد به جز ایالات متحده بود و در کشورهای زیادی از جمله نیوزیلند، مالزی، سنگاپور و کره جنوبی به صدر جدول‌ها رسید. این آهنگ همچنین اولین ترانهٔ یک خواننده زن انفرادی کی پاپ بود که در جدول تک‌آهنگ‌های استرالیا به رتبه اول و در جدول تک‌آهنگ‌های بریتانیا به رتبه دوم رسید. علاوه بر این، «ای‌پی‌تی.» اولین ترانهٔ یک خواننده زن انفرادی کی پاپ بود که به پنج آهنگ برتر بیلبورد هات ۱۰۰ ایالات متحده رسید و در جایگاه سوم قرار گرفت. آلبوم رزی در جدول آلبوم‌های سرکل کره جنوبی در جایگاه دوم قرار گرفت و به دلیل فروش بیش از ۵۰۰٬۰۰۰ نسخه در کره جنوبی، دوبار گواهی پلاتین دریافت کرد. این آلبوم همچنین در بیلبورد ۲۰۰ ایالات متحده به رتبه سوم و در جدول آلبوم‌های بریتانیا به رتبه چهارم رسید و به پرفروش‌ترین آلبوم یک خواننده زن انفرادی کی پاپ در هر دو جدول تبدیل شد.

## آلبوم‌ها

### آلبوم‌های استودیویی
| عنوان | جزئیات                                                                                              | بالاترین جایگاه جدول | بالاترین جایگاه جدول | بالاترین جایگاه جدول | بالاترین جایگاه جدول | بالاترین جایگاه جدول | بالاترین جایگاه جدول | بالاترین جایگاه جدول | بالاترین جایگاه جدول | بالاترین جایگاه جدول | بالاترین جایگاه جدول | فروش‌ها                                                     | گواهی‌نامه‌ها                       |
| عنوان | جزئیات                                                                                              | کره جنوبی            | استرالیا             | کانادا               | فرانسه               | آلمان                | ژاپن                 | نیوزیلند             | سوئیس                | بریتانیا             | ایالات متحده         | فروش‌ها                                                     | گواهی‌نامه‌ها                       |
| ----- | --------------------------------------------------------------------------------------------------- | -------------------- | -------------------- | -------------------- | -------------------- | -------------------- | -------------------- | -------------------- | -------------------- | -------------------- | -------------------- | ---------------------------------------------------------- | --------------------------------- |
| رزی   | - انتشار: ۶ دسامبر ۲۰۲۴ - ناشر: بلک لیبل، آتلانتیک - فرمت: سی‌دی، ال‌پی، کاست، دانلود دیجیتال، استریم | ۲                    | ۲                    | ۴                    | ۱۶                   | ۸                    | ۱۰                   | ۳                    | ۸                    | ۴                    | ۳                    | - کره جنوبی: ۵۲۱٬۵۴۰ - ژاپن: ۲۱٬۱۵۲ - ایالات متحده: ۸۲٬۰۰۰ | - کی‌ام‌سی‌ای: ۲× پلاتین - ام‌سی: طلا |

## آلبوم‌های تک‌آهنگ
| عنوان | جزئیات                                                                                     | بالاترین جایگاه جدول | بالاترین جایگاه جدول | بالاترین جایگاه جدول | بالاترین جایگاه جدول | فروش‌ها               | گواهی‌نامه‌ها           |
| عنوان | جزئیات                                                                                     | کره جنوبی            | سی‌آراو               | ژاپن سی‌ام‌بی.         | بریتانیا فیزیکی      | فروش‌ها               | گواهی‌نامه‌ها           |
| ----- | ------------------------------------------------------------------------------------------ | -------------------- | -------------------- | -------------------- | -------------------- | -------------------- | --------------------- |
| آر    | - انتشار: ۱۲ مارس ۲۰۲۱ - ناشر: وای‌جی، اینترسکوپ - فرمت: سی‌دی، ال‌پی، دانلود دیجیتال، استریم | ۲                    | ۱۰                   | ۴۰                   | ۴                    | - کره جنوبی: ۹۷۹٬۹۳۹ | - کی‌ام‌سی‌ای: ۳× پلاتین |

## تک‌آهنگ‌ها
| عنوان                                                                         | سال  | بالاترین جایگاه جدول | بالاترین جایگاه جدول | بالاترین جایگاه جدول | بالاترین جایگاه جدول | بالاترین جایگاه جدول | بالاترین جایگاه جدول | بالاترین جایگاه جدول | بالاترین جایگاه جدول | بالاترین جایگاه جدول | بالاترین جایگاه جدول | فروش‌ها                                                        | گواهی‌نامه‌ها | آلبوم |
| عنوان                                                                         | سال  | کره جنوبی            | استرالیا             | کانادا               | ژاپن هات             | ام‌ال‌وای              | نیوزیلند             | سنگاپور              | بریتانیا             | ایالات متحده         | دابلیودابلیو         | فروش‌ها                                                        | گواهی‌نامه‌ها | آلبوم |
| ----------------------------------------------------------------------------- | ---- | -------------------- | -------------------- | -------------------- | -------------------- | -------------------- | -------------------- | -------------------- | -------------------- | -------------------- | -------------------- | ------------------------------------------------------------- | --- | ----- |
| «روی زمین»                                                                    | ۲۰۲۱ | ۴                    | ۳۱                   | ۳۵                   | ۵۰                   | ۱                    | —                    | ۱                    | ۴۳                   | ۷۰                   | ۱                    | - ایالات متحده: ۷٬۵۰۰ - دابلیودابلیو: ۲۹٬۰۰۰                  | — | آر    |
| «رفته»                                                                        | ۲۰۲۱ | ۶                    | ۶۳                   | ۷۷                   | —                    | ۱                    | —                    | ۲                    | —                    | —                    | ۲۹                   | - دابلیودابلیو: ۲۵٬۰۰۰                                        | — | آر    |
| «ای‌پی‌تی.» (به همراه برونو مارس)                                               | ۲۰۲۴ | ۱                    | ۱                    | ۲                    | ۱                    | ۱                    | ۱                    | ۱                    | ۲                    | ۳                    | ۱                    | - ژاپن: ۸۰٬۴۹۲ - ایالات متحده: ۲۶٬۰۰۰ - دابلیودابلیو: ۲۴۴٬۰۰۰ | - ای‌آرآی‌ای: ۲× پلاتین - بی‌پی‌آی: پلاتین - ام‌سی: ۳× پلاتین - آرآی‌ای‌ای: پلاتین - آرآی‌ای‌جی: طلا - آرام‌ان‌زی: پلاتین | رزی   |
| «دختر شماره یک»                                                               | ۲۰۲۴ | ۱۲                   | ۶۱                   | ۶۳                   | —                    | ۳                    | —                    | ۴                    | ۸۴                   | —                    | ۲۹                   | —                                                             | — | رزی   |
| «تا آخرش سمی بودیم»                                                           | ۲۰۲۴ | ۴                    | ۳۱                   | ۵۴                   | ۳۲                   | ۳                    | —                    | ۲                    | ۷۲                   | ۹۰                   | ۱۵                   | - دابلیودابلیو: ۴٬۰۰۰                                         | — | رزی   |
| نشانهٔ «—» مواردی را نشان می‌دهد که در آن کشور منتشر نشده یا به جدول نرسیده‌اند. |      |                      |                      |                      |                      |                      |                      |                      |                      |                      |                      |                                                               | |       |

## سایر ترانه‌های قرارگرفته در جدول
| عنوان                                                                         | سال  | بالاترین جایگاه جدول | بالاترین جایگاه جدول | بالاترین جایگاه جدول | بالاترین جایگاه جدول | بالاترین جایگاه جدول | بالاترین جایگاه جدول | بالاترین جایگاه جدول | بالاترین جایگاه جدول | بالاترین جایگاه جدول | بالاترین جایگاه جدول | فروش‌ها               | آلبوم         |
| عنوان                                                                         | سال  | کره جنوبی            | استرالیا             | کانادا               | اچ‌کی                 | ام‌ال‌وای              | نیوزیلند ای‌اوتی.     | پی‌اچ‌ال               | سنگاپور              | تی‌دابلیوان           | دابلیودابلیو         | فروش‌ها               | آلبوم         |
| ----------------------------------------------------------------------------- | ---- | -------------------- | -------------------- | -------------------- | -------------------- | -------------------- | -------------------- | -------------------- | -------------------- | -------------------- | -------------------- | -------------------- | ------------- |
| «بدون تو» (کره‌ای: 결국) (جی دراگون با همکاری رزی)                             | ۲۰۱۲ | ۱۰                   | —                    | —                    | —                    | —                    | —                    | —                    | —                    | —                    | —                    | - کره جنوبی: ۶۴۶٬۰۷۴ | One of a Kind |
| «دوست داشتنم سخته»                                                            | ۲۰۲۲ | ۸۷                   | ۶۵                   | ۶۸                   | ۱۲                   | —                    | —                    | ۷                    | ۵                    | ۱۳                   | ۲۷                   | —                    | صورتی زاده‌شده |
| «۳ بامداد»                                                                    | ۲۰۲۴ | ۷۹                   | —                    | —                    | ۱۸                   | ۱۱                   | ۱۳                   | ۸۴                   | ۱۴                   | ۱۹                   | ۱۶۵                  | —                    | رزی           |
| «دو سال»                                                                      | ۲۰۲۴ | ۸۴                   | —                    | —                    | ۱۷                   | ۹                    | ۱۷                   | ۹۵                   | ۱۳                   | ۲۱                   | ۱۸۳                  | —                    | رزی           |
| «Drinks or Coffee»                                                            | ۲۰۲۴ | ۸۳                   | —                    | —                    | ۱۵                   | ۱۰                   | ۱۱                   | ۷۳                   | ۱۲                   | ۲۰                   | ۱۵۱                  | —                    | رزی           |
| «Gameboy»                                                                     | ۲۰۲۴ | ۷۷                   | —                    | —                    | ۱۹                   | ۱۵                   | ۱۸                   | —                    | ۲۰                   | ۲۵                   | ۱۷۷                  | —                    | رزی           |
| «Stay a Little Longer»                                                        | ۲۰۲۴ | ۸۸                   | —                    | —                    | ۲۰                   | ۱۳                   | ۲۰                   | ۹۴                   | ۱۸                   | —                    | ۱۹۸                  | —                    | رزی           |
| «Not the Same»                                                                | ۲۰۲۴ | ۱۱۶                  | —                    | —                    | —                    | —                    | —                    | —                    | —                    | —                    | —                    | —                    | رزی           |
| «Call It the End»                                                             | ۲۰۲۴ | ۱۰۷                  | —                    | —                    | —                    | —                    | —                    | —                    | —                    | —                    | —                    | —                    | رزی           |
| «Too Bad for Us»                                                              | ۲۰۲۴ | ۱۱۵                  | —                    | —                    | —                    | —                    | —                    | —                    | —                    | —                    | —                    | —                    | رزی           |
| «Dance All Night»                                                             | ۲۰۲۴ | ۱۱۴                  | —                    | —                    | —                    | —                    | —                    | —                    | —                    | —                    | —                    | —                    | رزی           |
| نشانهٔ «—» مواردی را نشان می‌دهد که در آن کشور منتشر نشده یا به جدول نرسیده‌اند. |      |                      |                      |                      |                      |                      |                      |                      |                      |                      |                      |                      |               |

## اعتبار ترانه‌سرایی
اعتبارات تمام ترانه‌ها برگرفته از انجمن کپی‌رایت موسیقی کره است مگر آنکه خلاف آن ذکر شده باشد.
| سال  | آرتیست           | ترانه                  | آلبوم             | ترانه‌سرا | ترانه‌سرا | آهنگسازی | آهنگسازی |
| سال  | آرتیست           | ترانه                  | آلبوم             | اعتبار   | به همراه | اعتبار   | به همراه |
| ---- | ---------------- | ---------------------- | ----------------- | -------- | --- | -------- | --- |
| ۲۰۲۱ | رزی              | «روی زمین»             | آر                | Yes      | ایمی آلن، جان بلیون، جورگن اودگارد، رائول کوبینا، تدی                                                                          | Yes      | ایمی آلن، جان بلیون، جورگن اودگارد، رائول کوبینا، تدی                                                                          |
| ۲۰۲۱ | رزی              | «رفته»                 | آر                | Yes      | برایان لی، جی. لارین، تدی | Yes      | برایان لی، جی. لارین، تدی |
| ۲۰۲۲ | بلک‌پینک          | «یه یه یه»             | صورتی زاده‌شده     | Yes      | وی‌وی‌ان، کوش، جیسو | N        | N/A |
| ۲۰۲۳ | بلک‌پینک          | «دختران»               | تک‌آهنگ بدون آلبوم | Yes      | دنی چونگ، جنی، مدیسون لاو، ملانی فونتانا، میشل شولز، رایان تدر                                                                 | Yes      | دنی چونگ، جنی، مدیسون لاو، ملانی فونتانا، میشل شولز، رایان تدر                                                                 |
| ۲۰۲۴ | رزی              | «دختر شماره یک»        | رزی               | Yes      | ایمی آلن، برونو مارس، دی'مایل، کارتر لانگ، دیلان ویگینز، عمر فدی                                                               | Yes      | ایمی آلن، برونو مارس، دی'مایل، کارتر لانگ، دیلان ویگینز، عمر فدی                                                               |
| ۲۰۲۴ | رزی              | «۳ بامداد» (3AM)       | رزی               | Yes      | ایمی آلن، جیکوب وینبرگ، رائول کوبینا، مارک ویلیامز                                                                             | Yes      | ایمی آلن، جیکوب وینبرگ، رائون کوبینا، مارک ویلیامز                                                                             |
| ۲۰۲۴ | رزی              | «دو سال»               | رزی               | Yes      | آل‌دی، مایکل پولاک، آیزیا تخادا، جردن کی. جانسون، استفان جانسون                                                                 | Yes      | آل‌دی، مایکل پولاک، آیزیا تخادا، جردن کی. جانسون، استفان جانسون                                                                 |
| ۲۰۲۴ | رزی              | «تا آخرش سمی بودیم»    | رزی               | Yes      | مایکل پولاک، امیلی وارن، ایوان بلیر                                                                                            | Yes      | پایکل پولاک، امیلی وارن، ایولن بلیر                                                                                            |
| ۲۰۲۴ | رزی              | «Drinks or Coffee»     | رزی               | Yes      | ایمی آلن، عمر فدی، کارتر لانگ، دیلان ویگینز، بلیک اسلتکین                                                                      | Yes      | ایمی آلن، عمر فدی، کارتر لانگ، دیلان ویگینز، بلیک اسلتکین                                                                      |
| ۲۰۲۴ | رزی و برونو مارس | «ای‌پی‌تی.»              | رزی               | Yes      | برونو مارس، ایمی آلن، کریستوفر برودی براون، هنری والتر، مایکل چپمن، نیکولاس چین، عمر فدی، فیلیپ لارنس، روژت چاهاید، ترون توماس | Yes      | برونو مارس، ایمی آلن، کریستوفر برودی براون، هنری والتر، مایکل چپمن، نیکولاس چین، عمر فدی، فیلیپ لارنس، روژت چاهاید، ترون توماس |
| ۲۰۲۴ | رزی              | "Gameboy"              | رزی               | Yes      | ایمی آلن، راب بیسل، رائول کوبینا آل‌دی، مارک ویلیامز                                                                            | Yes      | ایمی آلن، راب بیسل، رائول کوبینا آل‌دی، مارک ویلیامز                                                                            |
| ۲۰۲۴ | رزی              | «Stay a Little Longer» | رزی               | Yes      | سارا آرونز، اندرو ولز | Yes      | سارا آرونز، اندرو ولز |
| ۲۰۲۴ | رزی              | «Not the Same»         | رزی               | Yes      | ایمی آلن، راب بیسل، رائول کوبینا، مارک ویلیامز                                                                                 | Yes      | ایمی آلن، راب بیسل، رائول کوبینا، مارک ویلیامز                                                                                 |
| ۲۰۲۴ | رزی              | «Call It the End»      | رزی               | Yes      | ایلاف لئولو، مایکل پولاک، امیلی وارن، گریف کلاوسون                                                                             | Yes      | ایلاف لئولو، مایکل پولاک، امیلی وارن، گریف کلاوسون                                                                             |
| ۲۰۲۴ | رزی              | «Too Bad for Us»       | رزی               | Yes      | جیسون اویگن، واین هکتور، گیان استون، فردی وکسلر، بن فیلدینگ، دین آشر                                                           | Yes      | جیسون اویگن، واین هکتور، گیان استون، فردی وکسلر، بن فیلدینگ، دین آشر                                                           |
| ۲۰۲۴ | رزی              | «Dance All Night»      | رزی               | Yes      | موزلا، گرگ کرستین | Yes      | موزلا، گرگ کرستین |

## موزیک ویدئوها
| عنوان                           | سال  | کارگردان(ها)            | مدت  | منابع  |
| ------------------------------- | ---- | ----------------------- | ---- | ------ |
| «روی زمین»                      | ۲۰۲۱ | هان سا مین              | ۳:۰۹ | [ ۵۷ ] |
| «رفته»                          | ۲۰۲۱ | کوان یونگ سو            | ۳:۴۱ | [ ۵۸ ] |
| «ای‌پی‌تی.» (به همراه برونو مارس) | ۲۰۲۴ | دنیل راموس و برونو مارس | ۲:۵۳ | [ ۵۹ ] |
| «دختر شماره یک»                 | ۲۰۲۴ | رزی                     | ۳:۳۸ | [ ۶۰ ] |
| «تا آخرش سمی بودیم»             | ۲۰۲۴ | رامز سیلان              | ۳:۵۴ | [ ۶۱ ] |